# Прондувка
Прондувка (пол. Prądówka) — село в Польщі, у гміні Медзіхово Новотомиського повіту Великопольського воєводства.
Населення — 91 особа (2011).
У 1975-1998 роках село належало до Гожовського воєводства.

## Демографія
Демографічна структура станом на 31 березня 2011 року:
|          | Загалом | Допрацездатний вік | Працездатний вік | Постпрацездатний вік |
| -------- | ------- | ------------------ | ---------------- | -------------------- |
| Чоловіки | 52      | 11                 | 37               | 4                    |
| Жінки    | 39      | 5                  | 26               | 8                    |
| Разом    | 91      | 16                 | 63               | 12                   |